# Nicolae Coculescu
Nicolae C. Coculescu (n. 31 iulie 1866, Craiova, România – d. 5 noiembrie 1952, București, România) a fost un astronom român. A fost profesor de astronomie la Universitatea din București. În 1908 a înființat Observatorul Astronomic din București. Este cunoscut pentru studiile sale de mecanică cerească asupra calculului perturbațiilor planetare.

## Biografie
A absolvit la Craiova școala primară și liceul, iar universitatea a urmat-o la București, la Facultatea de Științe, obtinând licența în matematică în martie 1889.
În decembrie 1890, a plecat la Paris unde a obținut din nou licența în matematică.
În 1892, în timp ce-și efectua stagiul la Observatorul astronomic din Paris, Nicolae Coculescu publica, în Comptes rendus des seances de l’Academie des sciences de Paris, primul său memoriu de mecanică cerească intitulat: Sur la stabilité du mouvement dans un cas particulier du problème des trois corps.
Aici el se ocupă de un caz particular al problemei celor trei corpuri, arătând ca al treilea corp nu se îndepărtează la nesfârșit, ci că există o stabilitate în sensul indicat de Hill sau de Poisson.
Această lucrare a fost considerată foarte interesantă, ea fiind citată mult mai târziu și anume, în anul 1919, de italianul Marcolongo în studiul: Il problema degli tre corpi de Newton ai nostri giorni.
Fiul său, Piu-Șerban Coculescu, cunoscut și sub pseudonimul Pius Servien, a fost un scriitor și lingvist român. Prin studiile sale de teorie a ritmurilor a pus bazele lingvisticii matematice.

## Activitate științifică
Coculescu publică un prim memoriu în legătură cu viitoarea teză de doctorat în matematică în: Comptes rendus des seances de l’Académie des sciences de Paris în 1894.
Urmează în același periodic memoriul: Sur le développement approché de la fonction perturbatrice.
La 5 noiembrie 1895, își susține teza în matematică la Sorbona cu un subiect din mecanica cerească: Sur les expressions approchées des termes d’ordre élevé dans le développement de la fonction perturbatrice (Asupra expresiilor apropriate ale termenilor de ordin ridicat, în dezvoltarea funcției perturbatoare).
Această teză a fost publicată în: Journal de mathématiques pures et appliqués.
Înaintea tezei lui N. Coculescu privind funcția perturbatoare, Darboux arătase că cercetarea părții principale a unui coeficient de rang ridicat în dezvoltarea în serie depinde numai de singuralitățile ce le înfațișează funcția pe cercul de convergență. De asemenea, tot înaintea lui N. Coculescu, Henri Poincaré adusese funcția perturbatoare de două variabile la o funcție (x) de o singură variabilă.
N. Coculescu studiază în teza sa această funcție (x), preocupat fiind de determinarea singularităților. Dar aceste singularități erau date de ecuații de grad foarte ridicat, munca pentru aflarea lor fiind destul de grea. După ce studiază însă câteva cazuri particulare, N. Coculescu conchide că pentru perturbațiile din sistemul solar există doar un singur punct singular pe conturul de convergență. Pornind de la acest punct și ținând seama de teorema lui Darboux, află partea principală a coeficientului general al lui (x), ceea ce rezolvă problema pusă de Poincaré privind funcția perturbatoare din problema celor trei corpuri.
Reîntors în țară după susținerea tezei de doctorat în matematică, N. Coculescu a ocupat catedra de astronomie și geodezie de la Universitatea din București, de la 1 noiembrie 1895 ca suplinitor și apoi de la 28 mai 1896 ca profesor titular, catedră pe care o deținuse Dimitrie Petrescu de la înființarea universității. Principala preocupare a sa după aceea a fost realizarea Observatorului astronomic din București, fapt împlinit abia în anul 1908 - după 12 ani de insistențe pe lângă oficialități. Observatorul astronomic din București era dotat la acea vreme cu un ecuatorial dublu, vizual și fotografic, cu lunete de 38 cm diametru și 6 m lungime focal, un cerc meridian de 19 cm diametru și 2,35 m lungime focală, o pendulă fundamentală. Observatorul păstra și distribuia ora, ca și azi. În anul 1933, sub coordonarea lui N. Coculescu, Observatorul astronomic a participat la cea de-a doua operațiune mondială privind stabilirea longitudinii.
Cursul de mecanică cerească, publicat în 1905 de N. Coculescu a tratat și perturbațiile provocate de sateliții lui Jupiter. Iar cursul de astronomie teoretică, din 1929, cuprinde astronomia sferică, sistemul planetar și astronomia siderală.
N. Coculescu a publicat extrem de puțin. A început cu memorii interesante în “Comptes rendus” ale Academiei de Științe din Paris, ca după întoarcerea în țară să nu mai publice nimic original în nici un periodic matematic național sau mondial.
În 1893, pe când studia la Paris, a participat sub conducerea lui Henri Deslandres la o expediție în Senegal, pentru a face observații în localitatea Foundiougne în perioada producerii unei eclipse de Soare - 4/16 aprilie.
Nicolae Coculescu a format totuși astronomi și a realizat Observatorul Astronomic din București. Gheorghe Demetrescu, Constantin C. Popovici și C. Pârvulescu datorează o parte din formarea lor ca astronomi și lui Nicolae Coculescu.
La Observatorul astronomic, în biroul directorului, se află un portret în ulei al lui Nicolae Coculescu, realizat de pictorul Aurel Bordenache.
A fost membru fondator al Academiei de Științe din România .
A fost deputat liberal în anul 1901.
A fost decan al Faculatății de Științe între anii 1928 și 1932.
S-a pensionat la 1 septembrie 1937.

## Lucrări
- Sur les expressions aprochées des termes d'ordre élevé dans le développement de la fonction pertrubatrice, teza sa de doctorat
- Sur la stabilité du mouvement dans un cas particulier du problème des trois corps 1892,Paris).
- Tratat elementar de Astronomie, București, 1903.
- Chestiunea calendarului, București, 1898,
- Teoria refracției astronomice, 1899.
- Lecțiuni elementare de mecanică cerească, 1905.
- Curs de astronomie teoretică, 1929.

## Manifestări comemorative
- La 30 octombrie 2016 a avut loc o slujbă de pomenire la Cimitirul Bellu Catolic, cu participarea IPS Ioan Robu.[5]
- La 31 octombrie 2016 Institutul Astronomic al Academiei Române, în colaborare cu Biblioteca Națională, a organizat simpozionul „Nicolae Coculescu - 150 de ani de la naștere”.[6]